# Norunda kontrakt
Norunda kontrakt var ett kontrakt inom Svenska kyrkan i Uppsala stift. Det upphörde 31 december 2004 och huvuddelen av dess församlingar övergick då i Upplands västra kontrakt.
Kontraktskod var 0109.

## Administrativ historik
Kontraktet bildades 1962  av
hela då upphörda Ulleråker-Norunda kontrakt vilket i sin tur bildats 1 maj 1928 av 

ett tidigare Norunda kontrakt med
- Tensta församling
- Björklinge församling
- Lena församling
- Ärentuna församling som 1 maj 1924 överfördes till Vaksala kontrakt men återgick hit 1962
- Viksta församling
- Skuttunge församling

Ulleråkers kontrakt med
- Bälinge församling
- Åkerby församling
- Jumkils församling
- Vänge församling
- Läby församling

del av då upplösta Uppsala domprosteri och Vaksala kontrakt
- Börje församling
- Rasbo församling som vid upplösningen 2005 övergick i Olands och Frösåkers kontrakt
- Rasbokils församling som vid upplösningen 2005 övergick i Olands och Frösåkers kontrakt

del av då upplösta Lagunda och Hagunda kontrakt
- Järlåsa församling
- Skogs-Tibble församling
- Ålands församling

1972 tillfördes från Olands och Frösåkers kontrakt
- Tuna församling som vid upplösningen 2005 återgick till Olands och Frösåkers kontrakt
- Stavby församling som vid upplösningen 2005 återgick till Olands och Frösåkers kontrakt

1998 tillfördes från då upphörda Lagunda kontrakt
- Balingsta församling
- Hagby församling
- Ramsta församling
- Uppsala-Näs församling
- Västeråkers församling
- Dalby församling